# Łemkowska Watra w Zdyni

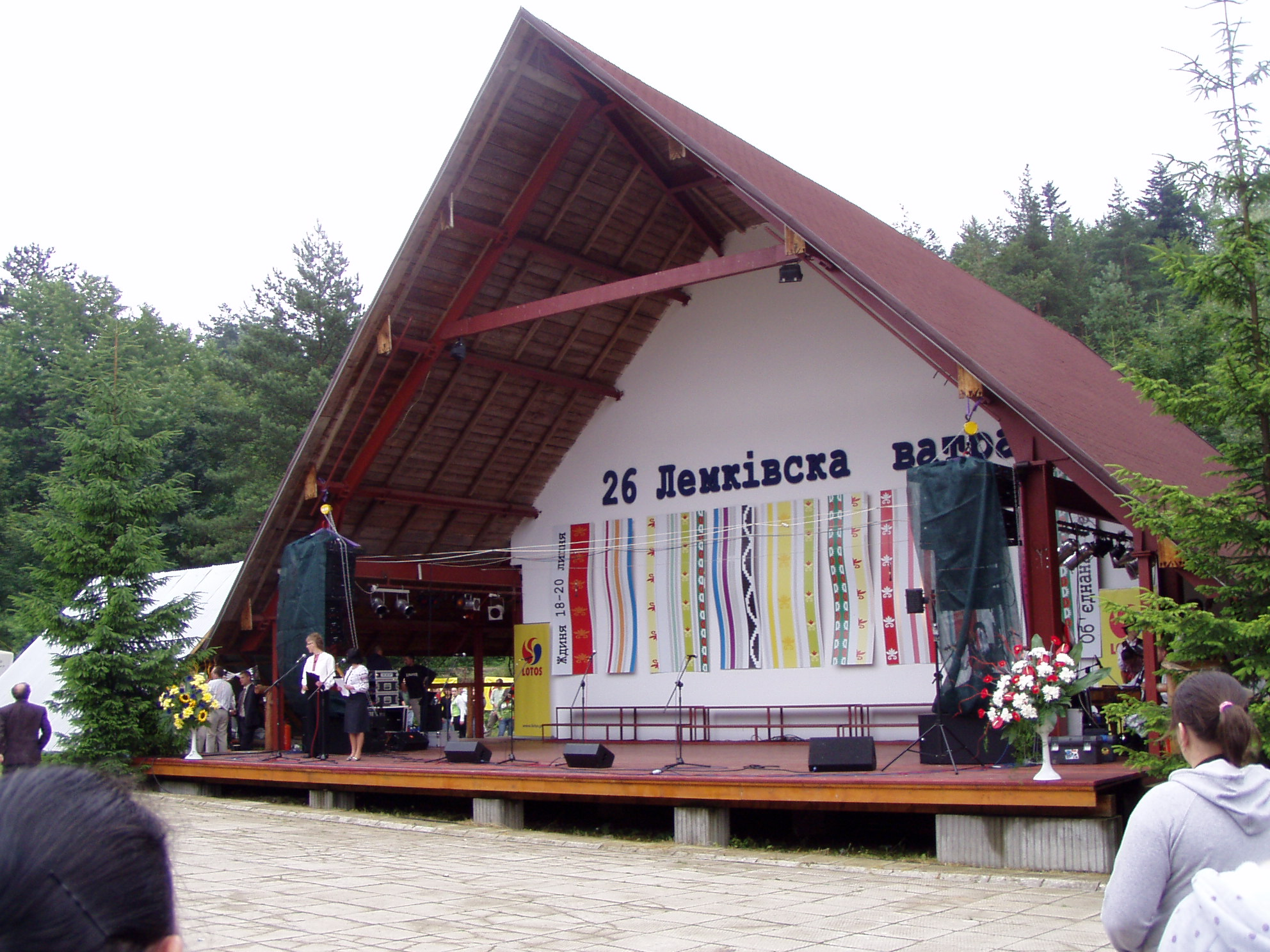
Łemkowska Watra w Zdyni, 2008

Łemkowska Watra w Zdyni – cykliczna, coroczna impreza kulturalna, gromadząca społeczność łemkowską z całego świata.
Odbywa się co roku w trzecim lub czwartym tygodniu lipca w Zdyni. Składa się z koncertów, spotkań z twórcami, warsztatów, wystaw.
Jest organizowana przez Zjednoczenie Łemków w specjalnie wybudowanym ośrodku w Zdyni. Watra trwa trzy dni – piątek, sobota i niedziela, lecz większość Łemków przyjeżdża już w czwartek. 
Święto Kultury Łemkowskiej „Łemkowska Watra” w Zdyni jest największym i najbardziej rozpoznawalnym wydarzeniem kulturalnym społeczności łemkowskiej. Wypracowana przez lata marka festiwalu ugruntowała znaczenie przedsięwzięcia jako jednej z największych międzynarodowych imprez artystycznych Regionu Karpat oraz Polski. Watra co roku gromadzi od 6-10 tysięcy osób, mieszkańców Beskidu Niskiego, gości i turystów z kraju oraz z zagranicy m.in. z: Kanady, Ukrainy, Słowacji, USA, Chorwacji, Serbii, Węgier, Austrii.
Trwające trzy dni wydarzenie posiada charakter cykliczny i jest to swoistego rodzaju połączenie tradycji kulturowych ze współczesną formą rekreacji. Watrze towarzyszą obchody rocznicowe, Łemkowska Spartakiada, wystawy, konkursy, pokazy tradycyjnych rzemiosł. Na scenie zdyńskiego amfiteatru występuje kilkuset wykonawców muzyki ludowej, rockowej, folkowej, jazzowej oraz różnych teatralizowanych form scenicznych. Jednym ze stałych elementów wydarzenia jest prezentacja karpackich tradycji naftowych w oparciu o doświadczenia maziarzy rodem ze wsi Łosie. Co równie ważne, unikalny wymiar święta podkreślają wizyty osobistości świata kultury i polityki.
„Łemkowska Watra” to również czas wzajemnego dialogu międzykulturowego o wymiarze transgranicznym w trójkącie Polska-Słowacja-Ukraina. Stwarza to okazję do wymiany myśli na rzecz dobrosąsiedzkich relacji, a przede wszystkim zrozumienia specyfiki łemkowskiej kultury oraz historii.
Wśród gości Watry byli m.in. Janusz Rieger, Włodzimierz Mokry, Bohdan Osadczuk, Rościsław Żerelik, Andrzej Ksenicz, Michał Łesiów, Jan Kryliwski, Bazyli Nazaruk, Hubert Izdebski, Stanisław Jakubczyk, Bogusław Frańczuk, Bogusław Krasnopolski, Józef Wojnarowski, Michał du Vall, Jan Pisuliński, Bogdan Halczak, Roman Drozd, Mirosłav Sopoliga, Mykola Muszynka, Jurij Andruchowycz, Andrzej Stasiuk, Lidia Stefanowska, Paweł Laufer, Stanisław Łubieński, Paweł Smoleński, Bartłomiej Kuraś, Martin Pollack, Bogdan Huk, Eugeniusz Misiło.
Łemkowska Watra w Zdyni została w 2007 r. wyróżniona przez Kapitułę Konkursu Pro Publico Bono za Najlepsze dzieło Obywatelskie.
Łemkowska Watra stawia sobie za misję integrację potomków osób rozsianych w wyniku akcji „Wisła” po całej Polsce i świecie, właśnie na ziemiach zamieszkiwanych przez Łemków do lat 40. XX wieku.
Ognisko, które jest rozpalane w lipcu powinno przetrwać w sercach aż do następnego roku. To swoisty kalendarz w życiu każdego Łemka. Rok liczony od lipca do lipca, od Watry do Watry.